# Sazhi Zayndinovna Umalatova
Sazhi Zayndinovna Umalatova (tiếng Nga: Сажи Зайндиновна Умалатова; sinh ngày 3 tháng 8 năm 1953) là một chính trị gia người Nga, nổi tiếng với chủ nghĩa hoạt động hợp pháp của Liên Xô, người tự xưng là Chủ tịch "Đoàn Chủ tịch Thường trực của Đại hội Đại biểu Nhân dân Liên Xô" kể từ năm 1992.

## Tiểu sử

### Quê quán
Sazhi Umalatova sinh năm 1953 tại Cộng hòa Xã hội chủ nghĩa Xô viết Kazakhstan, nơi cha mẹ cô bị trục xuất vào năm 1944. Năm 1957, bà cùng gia đình chuyển đến Grozny. Nơi bà bắt đầu sự nghiệp của mình trong ngành dầu mỏ vào năm 1969 tại nhà máy kĩ thuật dầu mỏ Búa Đỏ ở Grozny; đã từng làm bảo hòa viên, thợ hàn điện, sau đó bà đứng đầu nhóm kĩ thuật của nhà máy kĩ thuật dầu mỏ Búa Đỏ.

### Hoạt động chính trị
Năm 1971, ở tuổi 18, bà Umalatova được bầu vào hội đồng thành phố của thành phố Grozny. Hai năm sau, sau khi tốt nghiệp trường chính đảng cao cấp Đại học Công nghệ Dầu mỏ, bà trở thành thành viên của hội đồng thành phố Grozny. Sau đó, bà ấy tốt nghiệp Học viện Luật Nhà nước Matxcova. Bà đã hai lần được bầu làm phó chủ tịch Xô viết tối cao của Cộng hòa xã hội chủ nghĩa Xô viết tự trị Chechnya-Ingush và là thành viên của Đoàn chủ tịch Cộng hòa Xô viết tối cao.
Bà là thành viên của Đảng Cộng sản Liên Xô từ năm 1978 đến năm 1992, là đại biểu của Đại hội lần thứ XXVI của Đảng Cộng sản Liên Xô (1981). Năm 1984, bà được bầu làm phó Xô viết Tối cao Liên Xô nhiệm kì thứ mười một với tư cách là đại diện của thành phố Grozny. Vào tháng 3 năm 1989, bà đã được bầu làm Thứ trưởng Nhân dân của Liên Xô. Trên báo chí những năm đó, bà được gọi là người tích cực tham gia Đại hội đại biểu nhân dân Liên Xô lần thứ nhất , hàng triệu công dân cả nước đã nghe truyền hình trực tiếp từ phòng họp. Từ năm 1989 đến năm 1991, bà làm việc trong Ủy ban Quản lý, cơ quan tự trị của Xô Viết Tối cao Liên Xô

Bà là người tích cực ủng hộ việc bảo tồn Liên Xô: vào tháng 12 năm 1990, tại Đại hội Đại biểu Nhân dân Liên Xô lần thứ IV, bà đã trực tiếp phát biểu đề nghị tổ chức một cuộc bỏ phiếu bất tín nhiệm đối với Tổng thống Liên Xô lúc bấy giờ là ông Gorbachyov, bà cũng là người duy nhất trong số các đại biểu công khai phản đối chính sách của ông. Nội dung bài phát biểu kêu gọi bất tín nhiệm Tổng thống Liên Xô Gorbachyov như sau:
Thưa các đồng chí, tôi đề nghị tổ chức một cuộc bỏ phiếu bất tín nhiệm đối với Tổng thống Liên Xô, ông Gorbachyov. Đơn giản là không có đủ phẩm chất để lãnh đạo đất nước tiến về phía trước. Không thể đòi hỏi một người nhiều hơn những gì họ có thể làm và ông Gorbachyov đã làm tất cả những gì có thể. Sau khi phá vỡ sức mạnh vĩ đại của đất nước và sự đoàn kết của các dân tộc. Ông ta đã đi khắp thế giới để ăn xin.
Năm 1991, bà là người phản đối cuộc bầu cử của Boris Nikolayevich Yeltsin vào chức vụ Tổng thống Nga.
Vào tháng 12 năm 1991, bà là một trong những người kí đơn kháng cáo lên Tổng thống Liên Xô và Xô viết Tối cao Liên Xô với đề nghị triệu tập khẩn cấp Đại hội Đại biểu Nhân dân Liên Xô.
Ngày 17 tháng 3 năm 1992, tại cuộc họp của một số cựu đại biểu nhân dân Liên Xô, những người tự xưng là "Đại hội Đại biểu Nhân dân bất thường lần thứ VI của Liên Xô" (theo quan điểm của các nhà chức trách Liên bang Nga là không hợp pháp và theo quan điểm của Quy chế của CEC và Lực lượng Vũ trang Liên Xô) thì không có túc số nào được bầu làm chủ tịch "Đoàn Chủ tịch Thường trực của Đại hội Đại biểu Nhân dân Liên Xô".
Bà tham gia khôi phục các hoạt động của Đảng Cộng sản Liên Xô và vào ngày 27 tháng 3 năm 1993, tại Đại hội lần thứ XXIX của Đảng Cộng sản Liên Xô, bà được bầu vào Hội đồng Liên minh các Đảng Cộng sản - Đảng Cộng sản Liên Xô và Ban chấp hành chính trị của Hội đồng Liên minh các Đảng Cộng sản - Đảng Cộng sản Liên Xô. Từ ngày 13 tháng 2 năm 1994 đến ngày 1 tháng 7 năm 1995, bà là Phó Chủ tịch Hội đồng Liên minh các Đảng Cộng sản - Đảng Cộng sản Liên Xô.
Trong cuộc đảo chính (sự kiện mùa thu năm 1993), bà đứng về phía Xô viết Tối cao Nga, là người bảo vệ Hạ viện Xô Viết.
Sau thất bại của những người ủng hộ Lực lượng Vũ trang, một thời gian bà tham gia các phong trào cánh tả cấp tiến: bà là một trong những người lãnh đạo Mặt trận Cứu quốc Nga, đứng đầu Liên minh Bình dân Kháng chiến. Bà chính là đại diện cho "một nước Nga thống nhất, không thể chia cắt, hùng mạnh với một đội quân hùng mạnh". Trong cuốn sách «Красная дюжина. Крах СССР: они были против» (dịch thô: "Tá đỏ. Sự sụp đổ của Liên Xô: Họ phản đối.") "kể về chuyến đi của bà đến Iraq theo lời mời cá nhân của tổng thống Saddam Hussein và về việc Umalatova không sẵn lòng hỗ trợ người đồng hương của cô là Dzhokhar Dudayev.
Năm 1995, bà thành lập khối Tương lai của Chúng ta, khối mà Ủy ban Bầu cử Trung ương của Liên bang Nga không đưa vào các lá phiếu với lí do "chữ ký không hợp lệ."
Năm 1996, bà thành lập và đứng đầu Đảng Chính trị Hòa bình và Thống nhất Nga (Đảng Hòa bình và Thống nhất). Đảng này đã tranh cử trong cuộc bầu cử Duma Quốc gia vào năm 1999 và năm 2003.
Vào tháng 10 năm 2007, Ủy ban Bầu cử Trung ương của Liên bang Nga từ chối đăng kí danh sách ứng cử viên liên bang do đảng này đưa ra. Căn cứ vào quyết định đó là chữ ký của 3.609 người (5,16%) được thu thập để ủng hộ đảng được coi là sai (không hiệu quả). Quyết định của CEC đã được Tòa án Tối cao Liên bang Nga xác nhận.

Năm 2007, trong một cuộc phỏng vấn với Vladimir Mamontov, với câu hỏi: "Có cần thiết tìm kiếm sự trở lại của Crimea không?" Sazhi Umalatova trả lời: 
Bạn biết đấy, tôi không phải là người ủng hộ bất kỳ cuộc đối đầu nào, thứ gì đó để lấy đi của một ai đó. Nhưng nếu, giả sử, giới lãnh đạo Ukraine hành xử hung hăng hoặc không xứng đáng đối với Nga, tôi nghĩ rằng, dù đó là Crimea hay thứ gì khác, phải áp dụng một số loại đòn bẩy.
Cũng trong năm 2007, với câu hỏi: "Bà có ủng hộ việc Putin ra ứng cử nhiệm kỳ thứ ba không?" Sazhi Umalatova trả lời: 
Tôi sẽ không chỉ hỗ trợ. Một trong những người đầu tiên tôi nói về việc này. Và tôi ủng hộ, và sẽ tiếp tục ủng hộ, vì tôi tin rằng sẽ không có ứng cử viên nào khác trong ngày hôm nay.
Bà là chủ tịch của phong trào quần chúng toàn Nga "Ủng hộ chính sách của Tổng thống Liên bang Nga" từ năm 2001 đến năm 2015.
Vào ngày 15 tháng 4 năm 2013, tại hội đồng các đảng không thuộc quốc hội dưới sự điều hành của Chủ tịch Duma Quốc gia Sergei Naryshkin, Umalatova đã đề xuất "cắt lưỡi" như một hình phạt vì xúc phạm tình cảm của các tín đồ .
Bà đã ủng hộ hành động của Phong trào giải phóng dân tộc với chữ kí của mình vì đã triệu tập một cuộc trưng cầu dân ý về việc thay đổi hiến pháp của Liên bang Nga.

## Đời sống cá nhân
Năm 2000, bà kết hôn với chồng là Said Umalatov, hiện đang làm kĩ sư tại nhà máy kĩ thuật dầu mỏ Búa Đỏ. Bà cũng có một cô con gái, hiện đang theo học ngành luật sư.

## Huân chương và giải thưởng
- Huân chương Cách mạng Tháng Mười (06/10/1986);
- Huân chương Danh dự (13/05/1977);
- Huy chương;
- Huy hiệu Vàng của Ủy ban Trung ương Komsomol (1981);
- Giải thưởng Lenin Komsomol;
- Giải thưởng của Hội đồng Bộ trưởng Liên Xô (1982).

Năm 1985, nhà điêu khắc Ivan Bekichev đã tạo ra một bức chân dung điêu khắc bằng đồng của Sazha Umalatova.